# Taurus 4410/4510 Judge
El Taurus Judge es un revólver de cinco cartuchos diseñado y producido por Taurus International (ahora filial de Beretta), calibrado para cartuchos .45 Colt y cartuchos de escopeta calibre .410. Taurus promociona la pistola como una herramienta de defensa personal contra el robo de autos y para la protección del hogar. Taurus también produce la versión Judge UL de siete cartuchos calibrada para los cartuchos .45 Colt y .410 bore (pero no para cartuchos .454 Casull) y la versión Raging Taurus Judge Magnum, de seis cartuchos para .45 Colt, cartucho de escopeta .410 bore de 63,5 mm (2.5 pulgadas) y 76,2 mm (3 pulgadas) y para cartuchos .454 Casull.

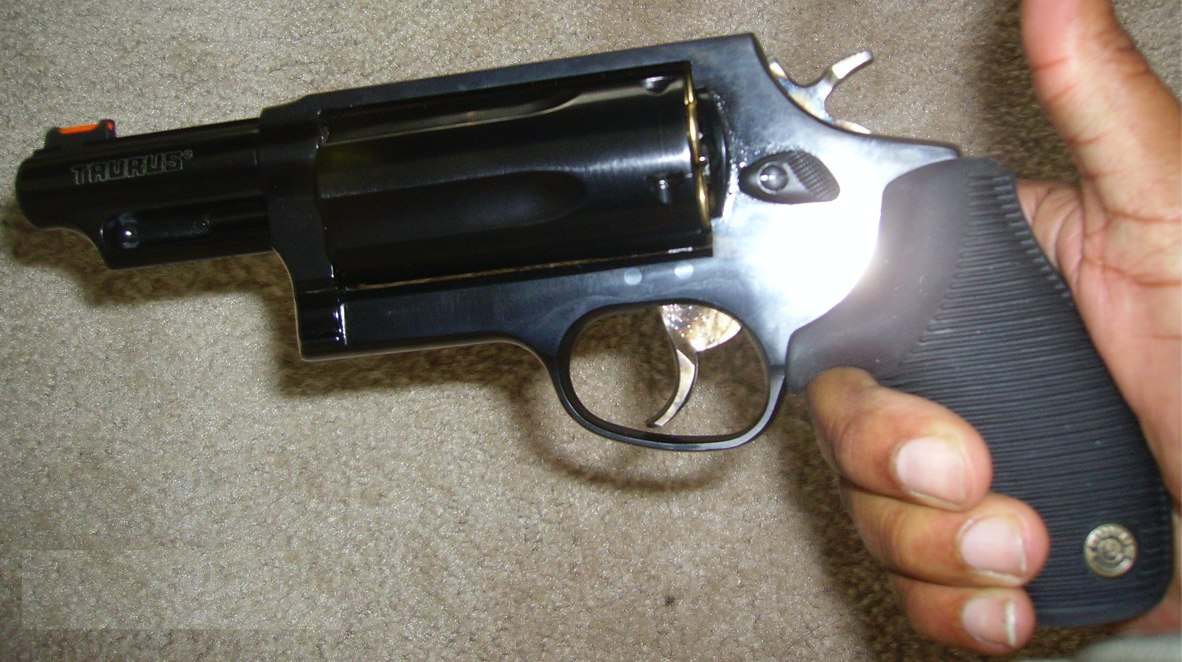
Versión original del Taurus Judge, pavonado.

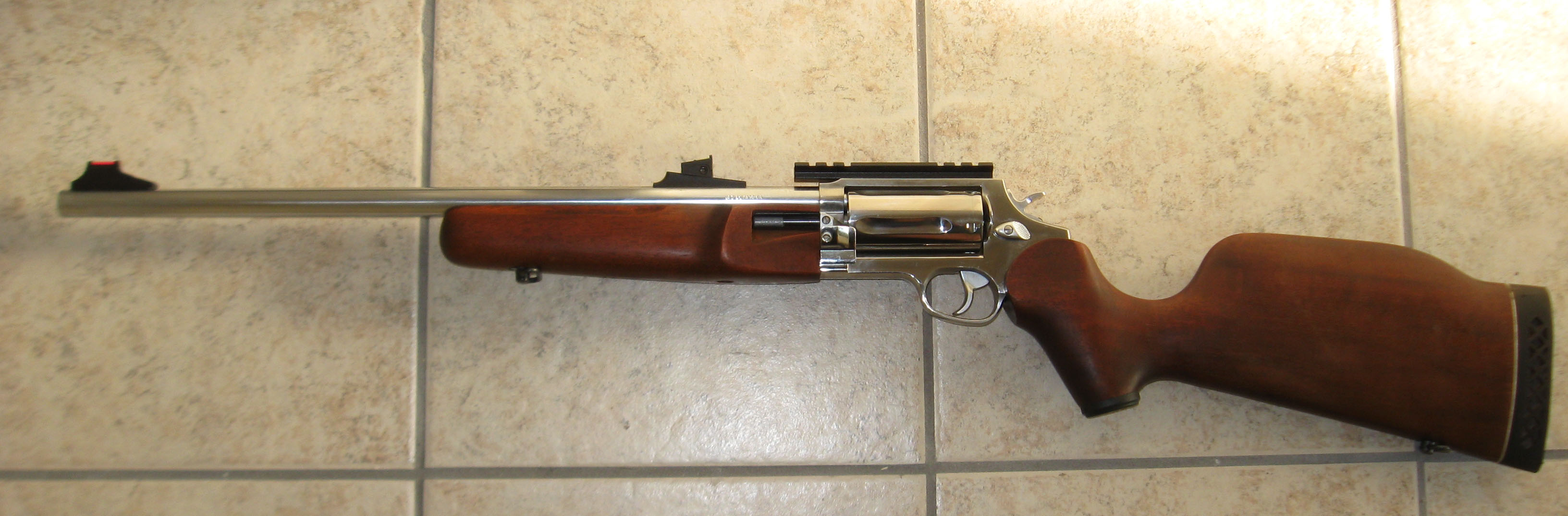
carabina Circuit judge

## Modelos
Ha habido dos denominaciones de número de modelo para esta arma de fuego, el 4410 (que ya no se produce) y el 4510 (en producción). Ambos números de modelo son esencialmente el mismo revólver, y cualquiera (4410 y 4510) tendrá básicamente el mismo desempeño. Obtuvo en 2006 su nombre de "The Judge", cuando Bob Morrison, Vicepresidente Ejecutivo, se enteró de que los jueces en áreas de alta criminalidad de Miami, Florida, compraban este revólver para defensa personal en sus salas de audiencias, y después que Morrison investigó más a fondo, la denominación se cambió de 4410 a 4510 a fin de reflejar con mayor precisión la versatilidad del revólver (.45 Colt + 410 bore → "4510").  Taurus International informa que el Judge es su arma de fuego con mayor venta.
Aunque Taurus deliberadamente diseñó el Judge para disparar cartuchos de escopeta, el Judge no puede considerarse como una "escopeta de cañón corto" según el Acta Nacional de Armas de Fuego de 1934 estadounidense. Esto se debe a que el ánima del cañón es rayada, lo cual lo hace un revólver regular.  Sin embargo, el Judge es considerado como una "escopeta de cañón corto" según la ley estatal de California, que tiene una definición más amplia de lo que es una "escopeta de cañón corto", y es ilegal poseer el Judge en ese estado. El estriado es más bajo de lo normal, haciendo que una bala disparada sea menos estable que en otras pistolas, pero también reduce la rápida dispersión de los perdigones al usar cartuchos de escopeta .410. Taurus desarrolló el estriado superficial después de numerosos experimentos para encontrar un estriado que funcionase bien con ambos tipos de munición.
El Taurus Judge, un derivado del Taurus Tracker, está disponible en tres longitudes de cañón (76,2 mm, 101,6 mm y 165 mm; 3 pulgadas, 4 pulgadas y 6,5 pulgadas), dos longitudes de tambor (63,5 mm y 76,2 mm; 2,5 pulgadas y 3 pulgadas), y dos acabados (acero inoxidable y pavonado). El modelo con cañón de 76,2 mm (3 pulgadas) también viene en dos categorías de peso, la construcción de acero estándar (822,12 g actualmente, 1.020,58 g anteriormente; 29 oz actualmente, 36 oz anteriormente) y "Ultra-Lite" de aleación (623,68 g actualmente, 680,38 g anteriormente; 22 oz actualmente, 24 oz anteriormente). El retroceso puede ser alto en la versión Ultra-Lite, debido a su poco peso, especialmente con cartuchos .45 Colt. A partir de diciembre de 2008, los martillos sin resalte estarán disponibles para todas las versiones de cañón corto del Judge.
Las cachas Crimson Trace con puntero láser están disponibles para los modelos estándar de este revólver.

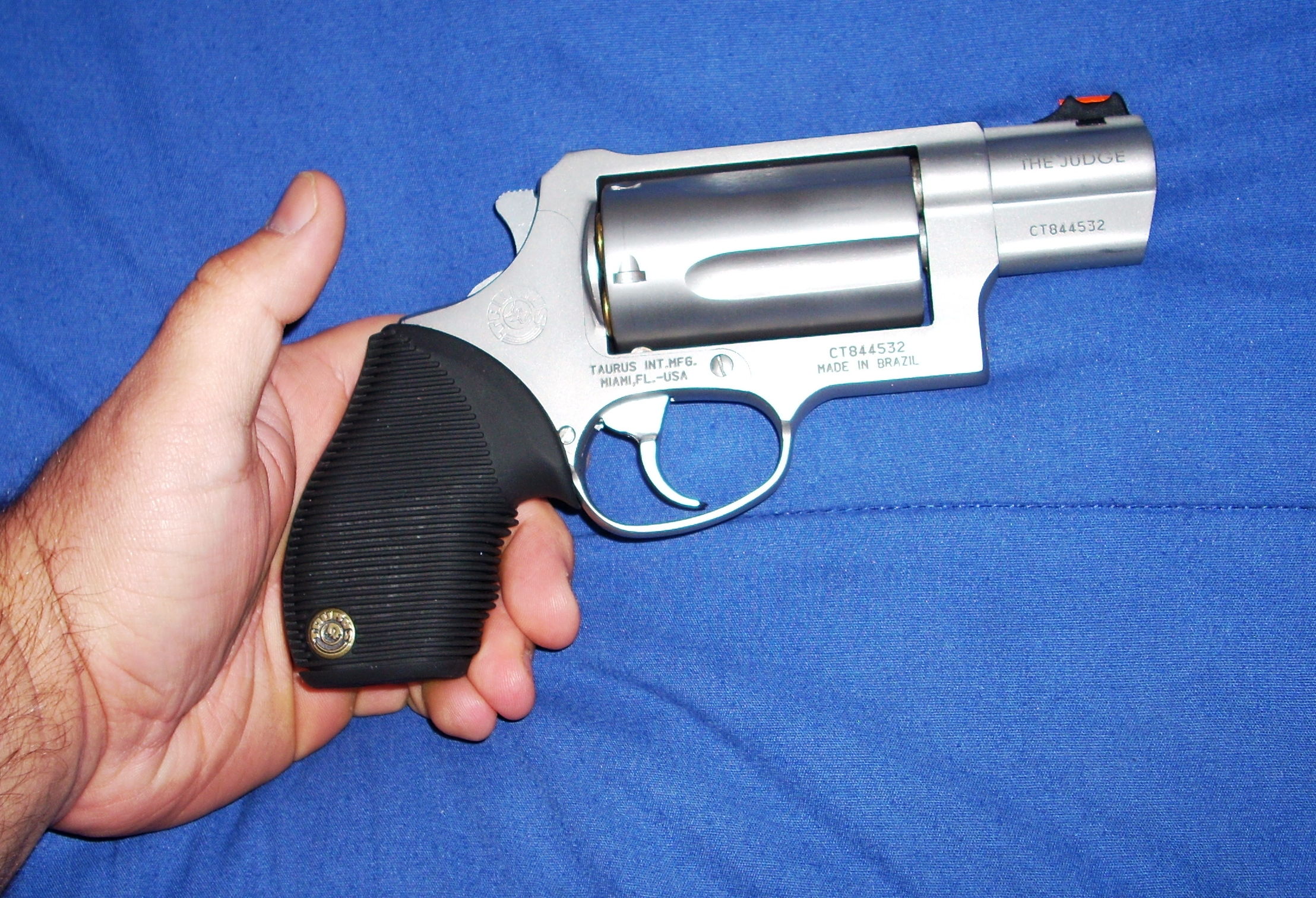
Taurus Judge, versión Public Defender (Defensor Público).

En la  Shooting, Hunting, Outdoor Trade Show and Conference (SHOT Show) de enero de 2009, Taurus introdujo varios modelos nuevos de la familia del Judge. Estos han recibido el nombre de "Public Defender", y se basan en el armazón del Taurus Modelo 85. Al igual que el Judge original, estos tienen un tambor para cinco cartuchos .45 Colt o .410 bore. Taurus posiciona la serie Public Defender como un arma de porte oculto. Taurus también introdujo el revólver táctico Judge SSR Ported. Los Taurus 4510TKR-3SSR y 4510TBR-3SSr ofrecen un cañón perforado de 76,2 mm (3 pulgadas) con un riel Picatinny. La adición de un nuevo riel Picatinny permite montar una linterna, un puntero láser u otro accesorio. Además, este modelo también cuenta con un cañón perforado para reducir la sensación de retroceso. El SSR viene en acabados de acero inoxidable mate y pavonado.
En 2010, Taurus introdujo la versión Raging Judge Magnum que está calibrada para los cartuchos de revólver .454 Casull, así como para .45 Colt y el cartucho de escopeta .410 bore de 76,3 mm (3 pulgadas).
En la SHOT 2011 en Las Vegas, Taurus introdujo la versión Raging Judge XXVIII con recámaras para cartuchos de escopeta del 28. Después de mucha confusión de si el Judge28 sería considerado un arma de fuego regulada por la ATF, el presidente de Taurus Internacional Bob Morrison declaró que el Taurus Judge XXVIII estaría disponible en los Estados Unidos en algún momento a finales de 2012.

## Efectividad
Los cartuchos de escopeta .410 bore no son considerados especialmente efectivos en defensa personal; por ejemplo, solamente hay tres (en el cartucho de 63,6 mm; 2,5 pulgadas) o cinco (cartucho de 76,2 mm; 3 pulgadas) perdigones 000, un cartucho de defensa común; esto comparado a nueve perdigones en el más habitual cartucho del 12. Sin embargo, para 2008 Taurus solucionó este tema con la aparición del Taurus Judge Magnum Edition, que puede disparar cartuchos de escopeta de 76,2 mm (3 pulgadas). El cartucho de 76,2 mm (3 pulgadas) contiene 5 perdigones 000, que lo hacen un cartucho más efectivo para defensa personal.
Federal Cartridge ofrece municiones específicamente diseñadas para el Judge. El cartucho de escopeta de 63,6 mm (2,5 pulgadas) contiene 4 perdigones.
B. Gil Horman, un colaborador de la revista American Rifleman y experto en pistolas que emplean el .410, ha llevado a cabo investigaciones sobre los diversos cartuchos .410 disponibles. Tiene una página web en donde trata sobre todas las pistolas que emplean este cartucho.
Mientras que las recámaras del tambor del Judge son adecuadas para cartuchos de alta potencia tales como el .44 Magnum o .454 Casull, el arma no está diseñada para las altas presiones que estos cartuchos generan y podía explotar si son disparados. Para prevenir esto, las recámaras del tambor tienen chokes que previenen la introducción de cartuchos con un diámetro mayor al de un cartucho de escopeta .410 y más largos que un .45 Colt.

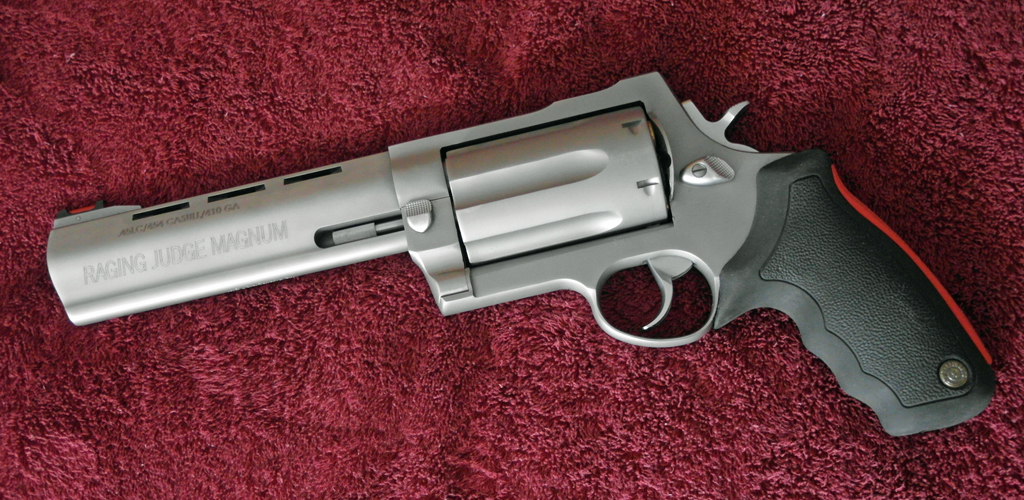
Taurus Judge Magnum con cañón de 101,6 mm (4 pulgadas) y tambor de 76,2 mm (3 pulgadas), calibrado para los cartuchos .454 Casull, .45 Colt y .410 bore.

Taurus introdujo el Raging Judge Magnum basado en su modelo Raging Bull para remediar este problema; el Raging Judge Magnum puede disparar seguramente cartuchos .454 Casull, así como .45 Colt.

## Características de la versión con cañón de 3 pulgadas
- Recámara: 63,6 mm (2,5 pulgadas) y 76,2 mm (3 pulgadas)
- Mecanismos de puntería: Punto de mira de fibra óptica y alza con abertura en "V", ambos fijos
- Peso de la serie 4410: 1.020 g y 635 g en versión ultralite
- Peso de la serie 4510: 822 g y 635 g en versión ultralite
- Cartuchos de escopeta: .410 bore de 63,6 mm (2,5 pulgadas) y 76,2 mm (3 pulgadas) de longitud con perdigones 000
- Cartuchos de revólver: .45 Colt y .454 Casull
- Empuñaduras: Cachas de caucho "Ribber", patente Taurus
- Seguro: sistema con cerradura y llave patente Taurus, que impide que el arma se dispare una vez accionado
- Retroceso promedio: 3 a 4,5 kilogramos
- Acabado: en acero pavonado y acero inoxidable fosfatado o pavonado
- Acción: Doble Acción
- Presión del gatillo: 3,5 kg